# Срби у Румунији
Срби у Румунији чине признату националну мањину од стране државе Румуније, девету по бројности у држави. По последњем попису из 2021. године било је 12.026 припадника српске националне мањине у Румунији (0,06% становништва државе), што je пад од 33,5% у односу на претходни попис из 2011. године (18.076 припадника).
Културно и управно средиште румунских Срба је највећи град румунског Баната, Темишвар. Огромна већина Срба живи у његовој околини и пограничном појасу са Србијом.

## Историја
Средњи век: Постојање заједница Словена у раном средњем веку на подручју данашње западне Румуније утврђено на низу средњовековних записа, највише угарских. Крајем средњег века, надирањем Турака, уочено је померање Срба ка северу и насељавање северно од Дунава. У 15. веку оснивају се први српски манастири: Кусић, Сенђурађ, чији су ктитори били махом из куће Бранковића. Српски великаши су населили много Срба у околини Темишвара из околине Крушевца (1480—1481) или из околине Јајца у Босни (1502). Простор између Темишвара и Дунава назива се 1542. године „Racsag” тј. „Српска земља”, за разлику од „Olahsag”, тј. "Влашка".
Отоманско раздобље: Османско царство владало је јужном Угарском од Мохачке битке 1526. године до 1719. године и Пожаревачког мира, када као последњи део северно од Дунава, напуштају Банат. За време Турака учврстио се српски карактер већег дела Баната. Српска већина је била нарочито видна 1594. године у време српског устанка у Банату. Године 1580. граница распрострањења Срба ишла је „источно од Арада, па низ Мориш (јужном границом) до Егриша, испод Надлака, па правом линијом до Санада”. Иза те границе било је Срба али нису били у већини. Срби су живели у преко 100 малих насеља у околини Темишвара, а постојало је и двадесетак српских манастира.
Године 1649. у Влашкој је постојала српска сејменска војска, састављена од најамника у служби код владара војводе Константина Шербана. Били су то „стрелци” (пешадија) њих преко стотину у једној чети, под командом Јована Фиота Србадије као главног капетана, те Фиота Јаноша над капетана, Стојка чауша и Стојана барјактара. Потписали су 17. августа 1649. године изјаву („Ми Србље”), о верности влашком владару, непосредно пре побуне сејмене и домобране.
Хабзбуршко раздобље: Доласком хабзбуршке власти на просторе Баната долази до насељавање несрпског становништва (Немци, Мађари, Румуни, Словаци) у прилично опустеле делове јужне Угарске, па већ у првој половини 18. века удео Срба опада. Укидањем поморишке војне границе средином века велики део Срба се исељава из овог подручја, па стожер Српства на овим просторима остаје тзв. „Банатска црна гора”, коју је чинило неколико насеља источно од Темишвара. Већина ових насеља ће очувати српски карактер све до средине 20. века. Мањи део Срба насељавао је подручје источно од Темишвара, које због своје мање привлачности (побрђе) у пар малих насеља није изгубило српски карактер све до данас. Слично, овоме и подручје Банатске Клисуре, ближе Србији и у саставу Војне границе, није изгубило српски карактер до данас.
Српска Војводина и Тамишки Банат: Управна јединица Српска Војводина и Тамишки Банат постојала је од 1849. год. до 1860. год. означила први пут макар у самом називу постојање простора настањеног Србима на подручју Хабзбуршке монархије. Седиште је било у Темишвару. Међутим, удео Срба (мање од трећине укупног становништва) и маргинални положај локалних власти на подручју целе Хабзбуршке монархије није омогућио тежње српске заједнице у овој управној творевини, па њено укидање није означило ништа ново за битисање Срба у Банату. У ово време је основана Српска реална гимназија Темишвар.
Време Аустроугарске: У раздобљу 1867—1918. године дошло је до наглог привредног развоја Угарске, па и данашњег Баната. Развој Темишвара и пораст његовог становништва умањио је удео и значај српске заједнице у граду. И поред тога Срби су доживели напредак. Већина српских насеља је задржала српски карактер, али се у ободним деловима Баната и селима са мешовитим становништвом удео Срба смањивао.
Припајање Румунији и међуратно раздобље: Крајем 1918. године српска војска ушла је у већи део Баната и Темишвар и потпомогла организовање српске народне власти. Међутим, каснијим мировним конференцијама новооснована Краљевина СХС није успела сачувати средишњи и источни део Баната са Темишваром и он је 1919. године предат Румунији. Посебно тешка борба при преговорима била око положаја Банатске клисуре, настањене претежно Србима и са 3 српска манастира. Међутим, после разграничења са обе стране границе остало је приближно исти број Срба, односно Румуна — око 60 хиљада. Положај Срба у у Краљевини Румунији у следеће две деценије био је добар — основане су српске новине, основане српске културне и образовне установе. Основан је фебруара 1936. године „Певачки савез” у Темишвару, као организација у чији састав је ушло свих 35 српских певачких друштава у краљевини Румунији. У Управни одбор Савеза ушли су највиђенији тамошњи Срби: председник прота Слободан Костић из Темишвара, потпредседници — Манојло Попов школски надзорник у Темишвару и Веса Росић учитељ у Варјашу, док су чланови били — Милан Николић протонамесник у Кетфељу, Милутин Манојловић уредник јединог српског листа у Румунији „Темишварски гласник” и трговац Н. Ненадовић из Темишвара. Поред Надзорног одбора, изабрани су и за главног секретара поп Ст. Тонић свештеник из Малог Бечкерека и књижничара Свет. Сележановића ђакона из Темишвара. За ту годину, у априлу планиран је један слет, на којем би учествовале све певачке дружине. Чак је и у раздобљу фашистичке диктатуре генерала Антонескуа током Другог светског рата положај Срба био подношљив.
Комунистичко раздобље у Румунији: Послератно успостављање пријатељских односа између комунистичких држава Румуније и Југославије позитивно се одразило на српску мањину, иако је део Срба, покренутих ратом, прешао у Југославију. Међутим, већ 1948. године резолуцијом Информбироа и захлађењем односа Југославије и Совјетског Савеза, дошло је до почетка најгорег доба у битисању српске националне мањине у Румунији, која је у то време била „сателит” Совјетског Савеза. Дошло је до великих депортација Срба у Бараганску степу, гушења културног и верског живота. Додатна тешкоћа било је насељавање Румуна из остатка Румуније на напуштена имања одбеглих Немаца и других, па је румунски елемент нагло ојачан у срединама Баната где он дотле било мали или није постојао. После поновног успостављања добросуседских односа 1956. године положај Срба се поправио, али је и даље био неповољан. Гашење српских школа и културних установа, појава мешовитих бракова између Срба и Румуна, као и „тиха” асимилација потпомогнута од власти, допринела опадању броја припадника српске националне мањине и њеном старењу. По паду комунистичког режима у Румунији је било упола мање Срба него 50 година пре тога. Бројна насеља са српском већином, посебно око Темишвара, постала су већински румунска. У насељима где су Срби били мањина њихов број је постао симболичан.
Срби у Румунији данас: Током протекле две деценије положај Срба у Румунији се поправио, иако број припадника и даље опада. Посебна тешкоћа је велика старост припадника српске мањине и тешко остварљива могућност обнове становништва. Постоје и позитивни помаци, који се пре свега огледају у враћању одузете имовине, посебно у случају Српске православне цркве, као и обнови манастира и цркава.

## Господарице
1. Марија Бранковић удата за Дана, династија Данести
2. Деспина Марија удата за Раду III Лепи
3. Каталина Црнојевић удата за Раду IV Велики
4. Деспина Марија (друга) удата за Мирча III
5. Деспина Милица удата за Његое Басараб, ктитор Манастир Куртеа де Арђеш (види Пет кћери деспота Јована)
6. Jелена Цреповић удата за Петру II и

- Јелена Рареш (Бранковић) удата за Петру IV Рареш у Молдавију (види Пет кћери деспота Јована)

## Вероисповест
Срби у Румунији су махом православне вероисповести, у оквиру Темишварске епархије. У већини места где су Срби присутни постоје српске православне цркве и српска православна гробља. Као што је и уобичајено највећи број верника је у седишту епархије, Темишвару, где постоје три српске цркве, од којих је највећа Саборна црква.
Када је реч о Србима и Румунима, током историје јављају се два велика „неспоразума” — „лома” у црквено-националном погледу. Прво је већи део православних Румуна предвођен „романским митрополитом” Атанасијем 1698. године „изневерио” — прешао у „Унију” са католичким клиром. Срби су се почели померати западније, остављајући простор за експанзију Румуна. Мањи део православних Румуна, онај више измешан са Србима, се повратио у православље и потпао под јурисдикцију српског православног клира. Уследило је ново одвајање Румуна, 1864. године, када је образована Сибињска румунска православна митрополија, под митрополитом Евгенијем Шагуном. Та форсирана деоба је попут пукотине угрозила јединство и пуноћу православља. Довела у питање опстанак Срба у свим национално мешовитим општинама Темишварског Баната; уништила просперитет српском православљу у Румунији.
Треба нагласити да се на подручју данашње Румуније, у румунском делу Баната, налази и неколико манастира, који су припадали или и данас припадају Београдској патријаршији: Базјаш, Златица, Бездин, Свети Ђурађ, Кусић. Већина њих је у релативно добром стању.
Од других вероисповести важно је напоменути да је питање Крашована као католичких Срба је још увек отворено. У новије време један сасвим мали део припадника изјашњава се као атеисти, а још мањи број се окренуо неопротестанским црквама.

## Језик
Старорумунски језик био је црквени и књижевни све до средине 17. века, када је избила побуна сејмена и домобрана. То је нестандардизовани јужнословенски језик, који је у своје време означен као рашки језик. Кантакузинова Библија је мјерило за каснију латинизацију Влашке и Молдавије из Ердељ.
Срби у Румунији у великој већини говоре српским језиком. Говор наликује говору српског Баната, с тим што у њему због изолованости румунских Срба има више архаизама и позајмљеница из других језика. У мешовитим насељима Срби су још у прошлости говорили и другим језицима (румунски, мађарски, немачки). Данас је потпуно нормална појава да румунски Срби знају румунски језик.
У Румунији према подацима из 2022. постоји осам школа у којима се настава одвија на српском језику.

## Просторни размештај Срба
Срби су настањени у низу банатских насеља у западном делу Румуније, дуж границе са матицом, Србијом и распоређени су у четири најзападнија округа: Тимиш, Караш-Северин и Арад и Мехединци. У држави постоје једна мала сеоска општина са српском већином (Општина Свињица). Највећи број припадника живи у граду Темишвару. Сасвим мали број Срба живи изван Баната и то су све новији насељеници из Баната. Највише их има у престоници Букурешту, око 300 припадника. Током средњег века српско становништво које је живело на простору Влашке и Ердеља, оставило је о себи доста материјалних трагова.
У просторном размештају Срба у наше време могу се уочити три уже целине:
- Равничарски простор између Темишвара и границе са Србијом (српским делом Баната). Овде се налази највећи број насеља насељеним Србима, али ниједно нема српску већину. Највећи број припадника српске националне мањине живи у самом Темишвару и неколико села југозападно од Темишвара;
- Банатска клисура и Пољадија — Простор улазног дела у Ђердапску клисуру са румунске стране. Као је погранични део ка Србији, у непосредној близини је Великог Градишта и Беле Цркве. Овде се налазе све општине са значајним уделом Срба у Румунији и неколико хомогених српских насеља;
- Банатска Црна Гора — Побрђе источно од Темишвара. Ово је најмања целина са пар малих села, али су ова насеља махом са српском већином. Она обухвата побрђе између Темишвара, Липове и Лугоша.

### Срби по општинама, варошима и градовима
Према попису из 2021. године, само су у општини Свиница у округу Мехединци већину становништва чинили Срби (87,85%).
| Општина/варош/град | Округ         | Број Срба (2021) | Удео (%) |
| ------------------ | ------------- | ---------------- | -------- |
| Свиница            | Мехединци     | 651              | 87,85%   |
| Пожежена           | Караш-Северин | 1.003            | 40,31%   |
| Соколовац          | Караш-Северин | 615              | 38,39%   |
| Берзаска           | Караш-Северин | 389              | 18,25%   |
| Велики Семпетар    | Тимиш         | 405              | 15,11%   |
| Ченеј              | Тимиш         | 345              | 12,50%   |
| Најдаш             | Караш-Северин | 107              | 11,33%   |
| Нова Молдава       | Караш-Северин | 989              | 10,66%   |
| Улбеч              | Тимиш         | 413              | 8,38%    |
| Варјаш             | Тимиш         | 341              | 6,44%    |
| Балени             | Дамбовица     | 445              | 5,75%    |
| Фењ                | Тимиш         | 80               | 5,33%    |
| Чанад              | Тимиш         | 162              | 4,58%    |
| Ђир                | Тимиш         | 46               | 4,07%    |
| Дента              | Тимиш         | 94               | 3,36%    |
| Дета               | Тимиш         | 190              | 3,35%    |
| Саравола           | Тимиш         | 86               | 3,30%    |
| Ђулвез             | Тимиш         | 99               | 3,22%    |
| Велики Тополовац   | Тимиш         | 78               | 3,03%    |
| Фелнак             | Арад          | 77               | 2,64%    |
| Велики Семиклуш    | Тимиш         | 252              | 2,37%    |
| Бирда              | Тимиш         | 43               | 2,36%    |
| Мали Бечкерек      | Тимиш         | 53               | 1,84%    |
| Рекаш              | Тимиш         | 147              | 1,76%    |
| Секусић            | Арад          | 90               | 1,63%    |
| Парац              | Тимиш         | 29               | 1,23%    |
| Темишвар           | Тимиш         | 2.776            | 1,11%    |
| Сакалаз            | Тимиш         | 99               | 1,07%    |
| Кеча               | Тимиш         | 24               | 1,07%    |

## Насеља у Румунији са присутном српском националном мањином

### Округ Тимиш
Срби су на подручју Темишвара и околине присутни још од средњег века. У току 17. и 18. века Срби су чинили већину у западном делу данашњег Тимишког округа. Иако данас чине свега 2% окружног становништва, они чине више од половине броја припадника српске мањине у републици Румунији, а седиште округа, град Темишвар, је истовремено и седиште српске мањине и конзулата Републике Србије.
Окружни Срби живе и у окружном седишту, Темишвару, и у другим градовима и у селима, највише у западном делу округа, између Темишвара и српске границе, али мањи део живи и источно од Темишвара, у средини округа. Срба једино нема у источној трећини, далеко од матице. Срби су присутни у великом броју насеља, где данас најчешће чине мањинско становништво. Свега пар насеља има значајан удео српског становништва (Краљевац, Петрово Село, Српски Семартон, Станчево). Ниједно од ових насеља није искључиво српско. Овакво стање ствара потешкоће у очувању броја Срба, јер мешајући се са осталим народима губе свој идентитет.
Најпознатији месни Срби су:
- Доситеј Обрадовић
- Лавинија Милошевић

| - град Темишвар - град Дета - град Велики Семиклуш - град Чаково - Варјаш - Велики Семпетар - Гад | - Дежан - Дента - Дињаш - Ђир - Иванда - Кетфељ - Кеча | - Кнез - Краљевац - Лукаревац - Мали Бечкерек - Мали Гај - Немет - Овсеница | - Парац - Петрово Село - Рудна - Саравола - Свети Ђурађ - Сока - Српски Семартон | - Станчево - Толвадија - Улбеч - Фењ - Чанад - Ченеј |

### Округ Караш-Северин
Округ Караш-Северин је веома битан за српску мањину у Румунији. У крајњем западном делу округа, уз границу са Србијом, у пределу Банатске клисуре, налази се више српских насеља у оквиру пар општина: Соколовац, Пожежена, Нова Молдава, Берзеска и Најдаш. То је данас најкомпактнија српска област Румунији, која чини готово трећину српске заједнице у Румунији.
| - град Решица - Базјаш - Белобрешка - Дивић - Златица | - Лесковица - Луговет - Љупкова - Мачевић - Пожежена | - Прњавор - Радимна - Стара Молдава - Соколовац - Сушка |

### Округ Арад
| - град Арад - град Надлак - град Печка - Моноштор | - Мунара - Наћвола - Торња - Фенлак |

### Округ Мехединци
- град Оршава
- Свињица

## Значајни Срби са подручја данашње Румуније
- Раду Празна глава (?-1427), османски вазал и владар Влашке,
- Јован Ненад (?-1527), самопрокламовани цар Срба,
- Јелена Бранковић, жена молдавског војводе Петра IV Рареша
- Макарије Србин, игуман манастира Неамц
- Ђорђе Бранковић (1645—1711), трансилванијски гроф,
- Сава II Бранковић (? — 1681), митрополит ердељски,
- Доситеј Обрадовић (1742—1811), српски писац и преводилац,
- Сава Текелија (1761—1842), српски политичар и добротвор,
- Димитрије Тирол (1793—1857), српски писац, граматичар, географ, историчар, сликар портретиста, уредник календара и алманаха,
- Максим Симоновић, правник адвокат професор Лицеја (Београд), издавач новина „Српски улак”,
- Максим Мануиловић, епископ вршачки и темишварски
- Константин Данил (1802—1873), српски сликар, иконограф и портретиста,
- Јован Стејић (1803—1853), први Србин свршени доктор медицине, који је из Хабзбуршке монархије дошао да ради у обновљену Србију,
- Алекса Јанковић (1806—1869), председник Владе Кнежевине Србије (1855—1856), министар правде, просвете и министар спољних послова,
- Емилијан Јосимовић (1823—1897), први српски урбаниста, први професор архитектуре у Србији,
- Јован Ивановић (1845—1902), вођа војног оркестра и румунски композитор српског порекла,
- Милан Табаковић, (1860—1956), српски архитекта,
- Димитрије Бранковић, (1868—1938), епископ далматински,
- Стеван Алексић (1876—1923), српски сликар,
- Јован Хаџи (1884—1972), зоолог,
- Ђорђе Табаковић (1897—1971), српски архитекта,
- Иван Табаковић (1898—1977), српски сликар,
- Бошко Петровић (1915—2001), књижевник и академик, секретар и председник Матице српске,
- Мирко Милић, (1932—1993), научник, професор електротехничког факултета,
- Стеван Бугарски, (1939-), културни посленик српске мањине у Румунији,
- Љубомир Степанов, економист, српски национални и културни посленик у Румунији,
- Славомир Гвозденовић (1953-), оснивач Савеза Срба у Румунији и посланик у Парламенту Румуније
- Миодраг Белодедић, (1964-), румунски и српски фудбалер,
- Александар Никић, (1935-), бивши ректор темишварске Политехнике, професор у пензији.
- Јаворка Марков Јоргован, (1949-), српска књижевница из Кетфеља,
- Душан Бајски, (1955-), српски књижевник из Великог Семиклуша,
- Љубинка Перинац Станков (1969-), песникиња, новинар и преводилац из Румуније,
- Лавинија Милошевић, румунска гимнастичарка,
- Срђан Лукин, (1986-), румунски фудбалер,
- Јасмин Латовљевић, (1986-). румунски фудбалер,
- Дејан Болдор, (1995-), румунски фудбалер,
- Јован Радин Пејанов (1945—2010), писац и преводилац из Темишвара, Румунија,
- Милан Петровић (1925—2023), новинар.[7]
- Божидар Панић (Белобрешка, 12. децембар 1941) инжењер, публициста и историограф Срба у Араду и Румунији.
- Бјанка Тирсин, Мис Румуније 2020.